# Atlanta Open 2022
Atlanta Open 2022 byl tenisový turnaj hraný jako součást mužského okruhu ATP Tour na otevřených dvorcích s tvrdým povrchem Sport Master v Atlantic Station. Probíhal mezi 23. až 31. červencem 2022 v americké Atlantě jako třicátý čtvrtý ročník turnaje. Představoval druhou část mužské poloviny US Open Series 2022 vrcholící newyorským grandslamem ve Flushing Meadows.
Turnaj s rozpočtem 792 980 dolarů patřil do kategorie ATP Tour 250. Nejvýše nasazeným hráčem ve dvouhře se po odhlášení Opelky stal dvacátý pátý tenista světa a obhájce titulu John Isner ze Spojených států. Jako poslední přímý účastník do hlavní singlové soutěže nastoupil 83. hráč žebříčku, Australan Alexei Popyrin.
V důsledku invaze Ruska na Ukrajinu na konci února 2022 řídící organizace tenisu ATP, WTA a ITF s grandslamy rozhodly, že ruští a běloruští tenisté mohli dále na okruzích startovat, ale do odvolání nikoli pod vlajkami Ruska a Běloruska.
Šestý titul ve dvouhře okruhu ATP Tour vybojoval Australan Alex de Minaur a v Atlantě navázal na triumf z roku 2019. Čtyřhru ovládli jeho krajané Thanasi Kokkinakis s Nickem Kyrgiosem, kteří získali druhou společnou trofej. Singlovou i deblovou soutěž na jediném turnaji naposledy předtím australští tenisté vyhráli na bogotském Claro Open Colombia 2014.

## Rozdělení bodů a finančních odměn

### Rozdělení bodů
| Soutěž  | Soutěž      | vítězové | finalisté | semifinalisté | čtvrtfinalisté | 16 v kole | 28 v kole | Q  | Q2 | Q1 |
| ------- | ----------- | -------- | --------- | ------------- | -------------- | --------- | --------- | -- | -- | -- |
| dvouhra | [ 2 ] [ 6 ] | 250      | 150       | 90            | 45             | 20        | 0         | 12 | 6  | 0  |
| čtyřhra | [ 7 ]       | 250      | 150       | 90            | 45             | 0         | —         | —  | —  | —  |

### Finanční odměny
| Soutěž                                | Soutěž      | vítězové  | finalisté | semifinalisté | čtvrtfinalisté | 16 v kole | 28 v kole | Q2      | Q1      |
| ------------------------------------- | ----------- | --------- | --------- | ------------- | -------------- | --------- | --------- | ------- | ------- |
| dvouhra                               | [ 2 ] [ 6 ] | 107 770 $ | 62 865 $  | 36 960 $      | 21 415 $       | 12 435 $  | 7 600 $   | 3 800 $ | 2 070 $ |
| čtyřhra                               | [ 7 ]       | 37 440 $  | 20 040 $  | 11 740 $      | 6 560 $        | 3 870 $   | —         | —       | —       |
| částka ve čtyřhrách je uvedena na pár |             |           |           |               |                |           |           |         |         |

## Mužská dvouhra

### Nasazení
| Stát                             | Hráč              | ATP | Nasazení |
| -------------------------------- | ----------------- | --- | -------- |
| USA                              | Reilly Opelka     | 17. | 1.       |
| USA                              | John Isner        | 22. | 2.       |
| Austrálie                        | Alex de Minaur    | 24. | 3.       |
| USA                              | Frances Tiafoe    | 29. | 4.       |
| USA                              | Tommy Paul        | 34. | 5.       |
| USA                              | Jenson Brooksby   | 41. | 6.       |
| Austrálie                        | Nick Kyrgios      | 45. | 7.       |
| USA                              | Brandon Nakashima | 49. | 8.       |
| Žebříček ATP k 18. červenci 2022 |                   |     |          |

### Jiné formy účasti
Následující hráči obdrželi divokou kartu do hlavní soutěže:
- Andres Martin
- Ben Shelton
- Jack Sock

Následující hráči postoupili z kvalifikace:
- Taró Daniel
- Peter Gojowczyk
- Dominik Koepfer
- Ramkumar Ramanathan

Následující hráči postoupili z kvalifikace jako šťastní poražení:
- Steve Johnson
- Adrian Mannarino

### Odhlášení
před zahájením turnaje
- Maxime Cressy → nahradil jej  John Millman
- Taylor Fritz → nahradil jej  Thanasi Kokkinakis
- Miomir Kecmanović → nahradil jej  Denis Kudla
- Nick Kyrgios → nahradil jej  Adrian Mannarino
- Andy Murray → nahradil jej  Kwon Sun-u
- Cameron Norrie → nahradil jej  Jordan Thompson
- Reilly Opelka → nahradil jej  Steve Johnson

## Mužská čtyřhra

### Nasazení
| Stát                                                                        | Hráč               | Stát      | Hráč            | ATP | Nasazení |
| --------------------------------------------------------------------------- | ------------------ | --------- | --------------- | --- | -------- |
| Chorvatsko                                                                  | Ivan Dodig         | USA       | Austin Krajicek | 34. | 1.       |
| Austrálie                                                                   | Thanasi Kokkinakis | Austrálie | Nick Kyrgios    | 54. | 2.       |
| USA                                                                         | Rajeev Ram         | USA       | Jack Sock       | 60. | 3.       |
| Austrálie                                                                   | Matthew Ebden      | Austrálie | Max Purcell     | 66. | 4.       |
| Žebříček ATP k 18. červenci 2022; číslo je součtem umístění obou členů páru |                    |           |                 |     |          |

### Jiné formy účasti
Následující páry obdržely divokou kartu do hlavní soutěže:
- Andrei Duarte /  Álvaro Regalado Pedrol
- Christopher Eubanks /  Mackenzie McDonald

Následující pár nastoupil z pozice náhradníka:
- Quentin Halys /  Adrian Mannarino

### Odhlášení
před zahájením turnaje
- Ariel Behar /  Gonzalo Escobar → nahradili je  Gonzalo Escobar /  Hunter Reese
- Maxime Cressy /  Mackenzie McDonald → nahradili je  Quentin Halys /  Adrian Mannarino
- John Peers /  Filip Polášek → nahradili je  Jason Kubler /  John Peers
- Julio Peralta /  Ramkumar Ramanathan → nahradili je  Hans Hach Verdugo /  Ramkumar Ramanathan

## Přehled finále

### Mužská dvouhra
- Alex de Minaur vs.  Jenson Brooksby, 6–3, 6–3

### Mužská čtyřhra
- Thanasi Kokkinakis /  Nick Kyrgios vs.   Jason Kubler /  John Peers, 7–6(7–4), 7–5